# Eleitorado do Nordeste (Islândia)
O Eleitorado do Nordeste é um dos seis distritos eleitorais da Islândia. Sua maior cidade é Akureyri.

## Geografia
Faz fronteira com os distritos eleitorais do Noroeste, e do Sul. O seu território inclui as geleiras de Þrándarjökull e Tungnafellsjökull e, na sua fronteira sudoeste, a parte norte do maior glacial da Islândia, o Vatnajökull.